# Spilosoma wiltshirei
Spilosoma wiltshirei là một loài bướm đêm thuộc phân họ Arctiinae, họ Erebidae.